# Gibt es zu Weihnachten Schnee?
Gibt es zu Weihnachten Schnee? (Originaltitel: Y'aura t'il de la neige à Noël?) ist ein französischer Film aus dem Jahre 1996. Regie führte Sandrine Veysset.

## Handlung
Eine Mutter von sieben Kindern lebt in ärmlichen Verhältnissen auf dem Land. Ihre Kinder müssen bei der beschwerlichen Arbeit helfen und zudem müssen sich einige von ihnen auch vor den Nachbarn verstecken, da sie aus einer unehelichen Beziehung stammen. Als die Mutter erfährt, dass ihr Partner heimlich seine älteste Tochter sexuell missbrauchen wollte, kommt es zwischen ihnen zum Streit. Trotz ihrer prekären finanziellen Situation gelingt es der Mutter, ein besinnliches Weihnachtsfest mit Geschenken für die Kinder zu organisieren. In der Weihnachtsnacht fällt zum ersten Mal im Jahr der von den Kindern sehnlichst erwartete Schnee.

## Auszeichnungen
Sandrine Veysset wurde 1996 mit dem Louis-Delluc-Preis für Gibt es zu Weihnachten Schnee? ausgezeichnet.

## Kritik
„Für die dreißigjährige Regisseurin, die aus der Gegend von Avignon stammt, heißt "Realitätsfilm" unter anderem: Genauigkeit in den sozialen Zusammenhängen, Schauplätzen und klimatischen Bedingungen kontrollierte Freiheit im Spiel der (wenigen) erfahrenen Darsteller mit den Laien unaufgeregte Begleitung der Figuren im Raum. Bewegliche Halbtotalen, kaum Großaufnahmen: "eine ganze Welt". Aber bevor der Begriff des Dokumentarischen hier seine volle dubiose Macht entfalten kann, gebietet der Film Einhalt.“

„Ein radikal gedrehter Debütfilm ohne die üblichen gestalterischen Mittel wie Landschaftsaufnahmen, Musik oder die der szenischen Dramaturgie folgenden Schnitte. Intensivst läßt er sowohl das harte Landleben als auch die Kraft des familiären Zusammenhaltes physisch spürbar werden. Beachtlich sind auch die schauspielerischen Leistungen der großen und kleinen Darsteller.“